# Памятник Николаю Кузнецову (Тюмень)
Памятник Николаю Ивановичу Кузнецову установлен в Тюмени в Центральном районе города на улице Республики.

## История
Николай Иванович Кузнецов (1911—1944 гг.) был советским разведчиком, диверсантом и партизаном, погибшим в бою с немцами на территории Украины.
Памятник Николаю Кузнецову был установлен 19 декабря 1967 года во дворике около Государственного аграрного университета Северного Зауралья (ранее — Сельскохозяйственный техникум, в котором он учился). Это первый памятник герою Великой Отечественной войны в Тюмени.
Автором памятника является скульптор Алексей Иванович Клюкин (1923—1977)
Памятник выполнен в виде бронзового бюста, сделанный погрудно. Бюст был установлен на гранитный постамент, на котором закреплена памятная надпись и знак Героя Советского Союза. Около памятника посажены голубые ели. 
На фасаде здания Сельскохозяйственной академии установлена мемориальная доска, надпись на которой гласит, что здесь в 1926 году учился Николай Кузнецов.